# Openair Frauenfeld
 (mai 2024).
L’Openair de Frauenfeld est un festival de musique qui se déroule sur 3 jours dans le canton de Thurgovie, en Suisse.
L'évènement, qui a débuté en 1985, est le plus grand Openair en Suisse allemande, et le deuxième de Suisse derrière le Paléo Festival de Nyon. Tout d'abord tournée vers le rock (R.E.M. en 1995, The Rolling Stones en 1998, Rammstein en 2002), la programmation s'oriente au fil des années 2000 de plus en plus vers le hip-hop, au point que le festival devient l'un des seuls grands festivals européens à miser en priorité sur cette musique. En 2009, l'Openair Frauenfeld attire 142 000 spectateurs et devient le plus grand openair Hip Hop de toute l'Europe. Lors d'une édition 2016 baignée de soleil, le festival enregistre son record de fréquentation avec 170 000 personnes en 3 jours .

## Programmation

### Années 2020

#### Édition 2024
Playboi Carti, Apache 207, Nicki Minaj, 21 Savage, Young Nudy, Destroy Lonely, Offset (rappeur).

#### Édition 2023
Kendrick Lamar, Travis Scott, Stormzy, Kodak Black, Denzel Curry

#### Édition 2022
Tyler the Creator, Megan Thee Stallion, Playboi Carti, Roddy Ricch,Lil Uzi Vert,J cole,  A$ap Rocky

### Années 2010

#### Édition 2019
Travis Scott, Future, Cardi B, Rich the Kid, G-Eazy, Gunna, Lil Baby, Sheck Wes, Rae Sremmurd, Stormzy, Tyga, Flatbush Zombies, Aminé, Young Thug, Trippie Redd, Jay Rock, Slimka, Suicide boyz, Nura.

#### Édition 2018
L'édition 2018 s'est déroulé du 5 au 7 juillet. 180 000 billets ont été vendus, ce qui en fait l'édition ayant accueilli le plus grand public. La principale tête d'affiche, Eminem, est de retour à Frauenfeld 8 ans après sa dernière apparition.
Eminem, J. Cole, Wiz Khalifa, Migos, Joey Badass, Skepta, Ty Dolla Sign, Denzel Curry, Ski Mask The Slump God, Lil Xan, Lil Uzi Vert, Playboi Carti, French Montana, Danitsa

#### Édition 2017
The Weeknd, Usher, Nas, Travis Scott, G-Eazy, Cro (rappeur), Pusha T, Gucci Mane, Rae Sremmurd, Lil Yachty, Desiigner, Flatbush Zombies, Superwak Clique, Maître Gims, Damso, Tyler, The Creator, Machine Gun Kelly

#### Édition 2016
Mobb Deep, Macklemore et Ryan Lewis, Wiz Khalifa, 50 Cent, Sido, Major Lazer, K.I.Z, Future, Bryson Tiller, Action Bronson, Angel Haze, ASAP Ferg, J. Cole

#### Édition 2015
Kendrick Lamar, Nicki Minaj, ASAP Rocky, Cypress Hill, The Roots, Ludacris, Jason Derulo, Marsimoto, Soprano

#### Édition 2014
Mobb Deep, OutKast, Macklemore et Ryan Lewis,  Pharrell Williams, T.I, Wiz Khalifa, Kid Ink, Schoolboy Q, YG, Joey Bada$$, Chance the Rapper, M.I.A, Cro, Fettes Brot

#### Édition 2013
Seeed, Run-D.M.C., Snoop Lion, A Tribe Called Quest, Wu-Tang Clan, Jurassic 5, Tyga, B.o.B, C2C, A$AP Rocky, Azealia Banks, Dizzee Rascal, Trey Songz, Gentleman & The Evolution, DMC, Psy 4 de la rime, 2 Chainz, Samy Deluxe, Tyler, The Creator, Homeboy Sandman, Ryan Leslie, Dendemann, Blumentopf, Left Boy, Action Bronson, Kollegah, Farid Bang, Ferris MC, DJ Stylewarz, Brooke Candy, Chakuza, Manillio & Band, DJ Premier, The Swiss Avengers, OK Kid, MoTrip, Dezmond Dez, John Bello Soundsystem, Kool Savas, Q-Tip DJ Set

#### Édition 2012
Drake, 50 Cent, Nas, Sean Paul, Ludacris, Wiz Khalifa, Rick Ross, Yasiin Bey AKA Mos Def, J.Cole, Mac Miller, A$AP Rocky, La Coka Nostra, Jedi Mind Tricks, Sexion d'Assaut, Royce Da 5'9, Dilated Peoples, Beenie Man, Macklemore & Ryan Lewis, Dj Premier

#### Édition 2011
Snoop Dogg, Ice Cube, Taio Cruz, Bushido, Kool Savas, Far East Movement, OFWGKTA, ONYX, Atmosphere, Ryan Leslie, F.R., Cypress Hill, Wu-Tang Clan, The Roots, Lupe Fiasco, Talib Kweli, Big Boi, M.O.P., Soprano, Yelawolf, Snowgoons feat OuterSpace, Cunninlynguists, Tommy Vercetti & Band, LDDC, Pitbull, Public Enemy, Sens Unik, Ziggy Marley, Samy Deluxe, Marteria, Curren$y, Azad

#### Édition 2010
Le rappeur Eminem, qui ne s'est plus produit sur une scène européenne depuis 7 ans, est la tête d'affiche du festival. Le plateau de l'édition 2010 est le plus ambitieux jamais présenté par le festival, puisqu'on retrouve aux côtés d'Eminem les rappeurs Jay-Z, Nas, Raekwon ou encore le groupe D12. Du côté du rap européen, on retrouve notamment IAM, Stress et Die Fantastischen Vier.
Eminem, Jay-Z, Nas & Damian "jr. Gong" Marley, Raekwon, Tech N9ne, D-12, IAM, Stress, Hocus Pocus, Die Fantastischen Vier, Jan Delay, Diam's, Dizzee Rascal, Culcha Candela, Hilltop Hoods, Samy Deluxe, Wale, K.I.Z., Marcelo D2, The Knux, Ebony Bones, Clipse, Brother Ali, Irie Révoltés, Gimma & Friends, Breitbild, Greis (de), Jahcoustix & the Yard Vibes Crew, Larry F, Casper, Bandit (de), Blue King Brown, Urthboy

### Années 2000

#### Édition 2009
Kanye West, 50 Cent, Ludacris, Gentleman, Sido, N.E.R.D, The Game, La Coka Nostra, Deichkind, Jedi Mind Tricks, Turbonegro, Bligg, Immortal technique, Hilltop Hoods, Samy Deluxe, Kid Cudi, Madcon, Seven, Gimma, Dendemann, Prinz Pi, Miss Platnum, Phenomden, Liricas Analas, Wurzel 5, Black Violin, Marteira aka Marsimoto, Nega, Pete Philly & Perquisite, Radio 200 000, Da Cruz, D-Verse City, Terry Lynn, Prosaik

#### Édition 2008
Jay-Z, Wu-Tang Clan, Cypress Hill, The Hives, Jan Delay, Ice Cube, IAM, Common, Stress, Fettes Brot, Patrice, Looptroop Rockers, Culcha Candela, Dynamite Deluxe, Stephen Marley, Blumen Topf, Kool Savas, Dog Eat Dog, General Degree, Sektion Kuchikästli, Swollen Members, Ce'cile, K.I.Z, Breitbild, The Cool Kids, Die Happy, Revolverheld, OBK, Le Peuple de l'Herbe, Chlyklass, Karamelo Santo, Radio 200 000, Disgroove, Madd Family, Semantik, Manillio

#### Édition 2007
The Prodigy, Sean Paul, Akon, Seed, Mando Diao, The Roots, Bushido, Juli, Redman,EPMD, The Rasmus, Freundeskreis, Samy Deluxe, Sido, Sugarplum Fairy, Gimma, Clueso, T.O.k, The Sounds, Papoose, Dendemann, Sinik, Puppet Mastaz, Bligg, Liricas Analas, Famara, 6er Gascho, Triplenine feat. Mamoney & Black Tiger, Samurai, Karpatenhund, Griot, Cigi & Straight Outta Mama